# Projekt Modra knjiga
Projekt Modra knjiga (angleško Project Blue Book) je ena od sistematičnih študij o neznanih letečih predmetih (NLP) pod okriljem Vojnega letalstva ZDA. Projekt je druga oživitev tovrstne študije, začete leta 1952 in predčasno zaključene decembra 1969.
Cilj Projekta Modra Knjiga je bil ugotoviti, če NLP-ji predstavljajo potencialno grožnjo zoper Nacionalni varnosti. Zbranih, analiziranih in arhiviranih je bilo preko 12.000 prijav Neznanih letečih predmetov. Projekt je prekinjen leta 1969 kot rezultat Condon-ove prijave. Bil je zadnja javna preiskava NLP-jev pod vodstvom Vojnega letalstva ZDA. 
Glede na končne zaključke je bil projekt obtožen dvomljivega vodenja preiskave in prikrivanja dokaznega materiala. Kasneje je bilo dokazano, da je Vlada ZDA študijo nadaljevala, vendar vpletenost javno zanikala.